# Megachile propinqua
Megachile propinqua är en biart som beskrevs av Cockerell 1913. Megachile propinqua ingår i släktet tapetserarbin, och familjen buksamlarbin. Inga underarter finns listade i Catalogue of Life.